# ECW: Extreme Music
ECW: Extreme Music es un álbum recopilatorio de canciones relacionadas con la liga de lucha libre Extreme Championship Wrestling a finales de la década de 1990. Todas las canciones fueron grabadas por músicos profesionales. Adicionalmente, muchas de ellas son versiones de otros artistas. En la portada del disco fue incluida una imagen del luchador The Sandman.

## Lista de canciones
1. "This Is Extreme!" [ECW Theme] - Slash, Harry & The Slashtones – 2:30
2. "El Phantasmo and the Chicken-Run Blast-O-Rama" - White Zombie – 3:57
3. "Walk" - Kilgore – 4:58
4. "Trust" [ECW Instrumental Mix] - Megadeth – 5:28
5. "The Zoo" - Bruce Dickinson, Roy Z – 6:07
6. "Enter Sandman" - Lemmy Kilmister feat. Zebrahead – 5:14
7. "Snap Your Fingers, Snap Your Neck" - Grinspoon – 4:26
8. "Phantom Lord" - Anthrax – 4:30
9. "Heard It on the X" - Tres Diablos, Diamond Darrell, Vinnie Paul – 2:54
10. "Kick Out the Jams" - Monster Magnet – 2:35
11. "Big Balls" - Muscadine – 2:56
12. "Huka Blues" - Slash, Harry & The Slashtones" – 2:50[1]